# Pitcairnia roseoalba
Pitcairnia roseoalba är en gräsväxtart som beskrevs av Elvira Angela Gross och Werner Rauh. Pitcairnia roseoalba ingår i släktet Pitcairnia och familjen Bromeliaceae.
Artens utbredningsområde är Peru.

## Underarter
Arten delas in i följande underarter:
- P. r. roseoalba
- P. r. rubra